# Posen Potato Festival
Pour les articles homonymes, voir Posen.
Le Posen Potato Festival (fête de la pomme de terre de Posen) est une fête locale qui se tient chaque année, au début du mois de mai, depuis plus de cinquante ans, à Posen (Michigan) aux États-Unis.

## Historique
Le village de Posen, situé dans le comté de Presque Isle dans l'État du Michigan, est fortement marqué par ses racines polonaises, si bien que la « Fête de la pomme de terre de Posen » non seulement a fait de la pomme de terre son thème central, comme beaucoup d'autres fêtes de ce genre, mais présente aussi d'authentiques traditions polonaises, costumes traditionnels, polka, artisanat, etc.
Le Posen Potato Festival se déroule du vendredi au dimanche, lors du premier week-end suivant la fête du Travail. Il comprend des défilés, des attractions foraines et familiales, des divertissements en public, et des présentations alimentaires, notamment un concours de cuisine de la pomme de terre. La plus célèbre cuisinière de Posen est Beatrice Richard, qui a participé 46 fois au concours.
Le Michigan a une longue tradition de culture des pommes de terre, favorisée par son climat frais et humide et par ses sols sablonneux profonds, qui se conjugue avec la tradition polonaise (la Pologne est l'un des principaux producteurs de pommes de terre dans le monde).
Cela explique que Posen soit devenu naturellement un endroit propice à la célébration de la pomme de terre. 
Aux États-Unis, le Michigan est le principal État producteur de pommes de terre « nouvelles » (summer potatoes), à peau rouge, et de pommes de terre destinées à la fabrication de chips. Cette production se concentre principalement dans les comtés de Montcalm et de Bay. 